# Atella
Atella war eine antike Stadt in der italienischen Landschaft Kampanien zwischen Capua und Neapel in der Nähe der heutigen Gemeinden Orta di Atella und Sant’Arpino.
Atella war eine Stadt der Osker und mit dem nahen Capua verbündet, bis es etwa 313 v. Chr. unter die Kontrolle der römischen Republik kam. Während des Zweiten Punischen Kriegs schloss es sich 216 v. Chr. zeitweilig Hannibal an; die Anführer der Stadt wurden dafür nach der Rückeroberung durch die Römer hingerichtet. Später wurde Atella, wo die Römer Flüchtlinge aus Nuceria Alfaterna angesiedelt hatten, römisches Municipium; seine Einwohner gehörten zur Tribus Falerna. Auf ein spätantikes Bistum geht das Titularbistum Atella der römisch-katholischen Kirche zurück.
Der Name der Stadt ist vor allem bekannt durch die nach ihr benannten volkstümlichen Komödien, die Atellanae (fabulae).